# НаТрон
„НаТрон“ је часопис за књижевност и уметност, који излази једном месечно на натрон хартији у формату А4, на 24 стране. У часопису се објављују прилози аутора из регије Баната, чланова Банатског удружења књижевника итд.